# Kościół św. Andrzeja Boboli w Białej Piskiej
Kościół św. Andrzeja Boboli w Białej Piskiej – zabytkowy kościół w Białej Piskiej. Mieści się przy ulicy Konopnickiej 3a. Siedziba rzymskokatolickiej parafii św. Andrzeja Boboli. Do 1945 świątynia ewangelicka.
Kościół wybudowany został w latach 1756–1763. Wieżę wzniesiono w 1832 roku, według projektu Karla Friedricha Schinkla.
Wewnątrz kościoła znajduje się ołtarz główny z XVII wieku oraz barokowa chrzcielnica.